# Intérim (droit constitutionnel)
Pour les articles homonymes, voir Intérim.
En droit constitutionnel, l'intérim est une disposition généralement prévue par la constitution pour organiser les cas de vacance, d'empêchement ou d'absence temporaire d'un dirigeant (notamment un chef d'État), dans l'attente de son retour ou de la désignation d'un nouveau titulaire. À ce titre, l'intérim peut être considéré comme l'équivalent républicain de la régence.

## L'intérim du président de la République

### France
L'intérim du président de la République est prévu à l'alinéa 4 de l'article 7 de la Constitution de la Cinquième République. Si le terme « intérim » n'y figure pas, ses causes sont cependant indiquées. Ainsi, en cas d'empêchement ou de vacance, les fonctions du président sont exercées provisoirement par le président du Sénat. Selon le fait générateur et l'évolution de la situation (le cas échéant), l'intérim du président prend fin, soit lorsque l'ancien président reprend ses fonctions, soit lorsque le nouveau président élu entre en fonction. En cas d'empêchement du président du Sénat, c'est le gouvernement qui exerce collégialement l'intérim présidentiel.
Sous la Cinquième République, il y a eu deux intérims :
- 1969 : Alain Poher, à la suite de la démission du président de Gaulle ;
- 1974 : Alain Poher de nouveau, à la suite du décès de Georges Pompidou.

### Italie
La Constitution de la République italienne prévoit que le président du Sénat de la République remplace, à titre intérimaire, le chef de l'État en exercice si les fonctions de celui-ci prenaient fin pour divers motifs (décès, démission, destitution…). Ce cas s'est fréquemment présenté depuis 1948.
- 1964 : Cesare Merzagora, à la suite de l'accident vasculaire cérébral puis de la démission d'Antonio Segni ;
- 1978 : Amintore Fanfani, à la suite de la démission de Giovanni Leone ;
- 1985 : Francesco Cossiga, à la suite de la démission de Sandro Pertini ;
- 1992 : Giovanni Spadolini, à la suite de la démission de Francesco Cossiga ;
- 1999 : Nicola Mancino, à la suite de la démission d'Oscar Luigi Scalfaro ;
- 2015 : Pietro Grasso, à la suite de la démission de Giorgio Napolitano.

### Mexique
- 1829 : José María Bocanegra, à la suite de la démission de Vicente Guerrero.
- 1832 : Melchor Múzquiz
- 1835 : Miguel Barragán
- 1836 : José Justo Corro
- 1837 : José Justo Corro
- 1839 : Antonio López de Santa Anna
- 1839 : Nicolás Bravo

### Rwanda
- 2000 : Paul Kagame, à la suite de la démission de Pasteur Bizimungu.

### Tchétchénie
- 2007 : Ramzan Kadyrov, à la suite de la démission de Alou Alkhanov.

### Togo
- 2005 : Faure Gnassingbé, à la suite du décès de Gnassingbé Eyadéma, son père.

### Tunisie
- 2011 : Fouad Mebazaa, à la suite de la fuite de Zine el-Abidine Ben Ali, dans le cadre de la Révolution tunisienne de 2010-2011 ;
- 2019 : Mohamed Ennaceur, à la suite de la mort de Béji Caïd Essebsi.

## L'intérim du Premier ministre ou d'un ministre

### France
En cas d'empêchement du Premier ministre ou d'un ministre, le Président de la République désigne un intérimaire pour agir à la place de l'autorité empêchée. En pratique, le dispositif a surtout pour fonction de régler la délégation de signatures lors de l'empêchement provisoire du titulaire. En cas d'empêchement définitif, le président de la République nommerait immédiatement un remplaçant s'il s'agit d'un ministre, et un nouveau Gouvernement, s'il s'agit du Premier ministre.

#### Désignation
Le décret présidentiel qui institue l'intérim est contresigné par le Premier ministre, si ce dernier ne se trouve pas d'ores et déjà empêché. En général, il s'agira de désigner par ordre protocolaire le numéro deux du Gouvernement pour remplacer le Premier ministre. Pour le remplacement d'un ministre et si l'empêchement était prévisible, le titulaire peut suggérer l'un de ses collègues au Premier ministre qui lui-même présentera un nom au président de la République qui en décide seul. Dans cette hypothèse, l'opportunité de l'intérim est toutefois préalablement examinée par le Secrétariat général du gouvernement auquel le ministre prévoyant d'être empêché (par exemple cas d'un déplacement à l'étranger) doit faire parvenir :
- une note permettant d'apprécier l'opportunité du recours à la procédure de l'intérim (exemple : date, lieu et durée du déplacement, existence de dossiers urgents relevant du département ministériel) ;
- une note dressant, dans l'ordre protocolaire, la liste des membres du gouvernement qui, le cas échéant, seraient en mesure d'assurer l'intérim.

#### Effet de la désignation
La question s'est posée de savoir si le Premier ministre intérimaire était compétent dès sa désignation avant même la parution du décret présidentiel au journal officiel. Le Conseil constitutionnel a répondu par l'affirmative dans sa décision no 89-264 du 9 janvier 1990 s'agissant de la validité de la loi de programmation relative à l'équipement militaire pour les années 1990-1993 qui était soumise à son appréciation :
« Considérant qu'en conférant, par décret en date du 14 décembre 1989, à M Lionel Jospin, ministre d'Etat, ministre de l'éducation nationale, de la jeunesse et des sports, la charge d'assurer l'intérim de M Michel Rocard, Premier ministre, pendant l'absence de ce dernier, le Président de la République a, ainsi que l'y habilite l'article 5 de la Constitution, pris les dispositions nécessaires pour assurer la continuité de l'action gouvernementale ; que, sur le même fondement et pour des motifs analogues, le décret individuel chargeant un ministre de l'intérim du Premier ministre produit effet immédiatement sans attendre sa publication au Journal officiel ; que M Jospin possédait l'intégralité des pouvoirs attachés à la fonction qui lui était confiée à titre intérimaire ; qu'il avait, par suite, compétence pour engager la responsabilité du Gouvernement sur le vote d'un texte, en application du troisième alinéa de l'article 49 de la Constitution ; »

#### Pratique de l'intérim du Premier ministre ou d'un ministre
- Intérim d'un ministre par le Premier ministre :

Même si sous la Cinquième République l'habitude s'est prise d'avoir un chef de gouvernement sans portefeuille (sauf Raymond Barre qui fut simultanément ministre de l’Économie et des Finances, du 27 août 1976 à mars 1978), rien n'empêche le Premier ministre d'assurer lui-même l'intérim d'un ministre : cas de Michel Debré assurant l'intérim du ministre de l'Éducation nationale du 23 décembre 1959 au 15 janvier 1960, après la démission d'André Boulloche en désaccord ; de Pierre Bérégovoy assurant l'intérim du ministre de la défense du 9 au 29 mars 1993, après la nomination de Pierre Joxe à la tête de la Cour des Comptes ; de François Fillon assurant l'intérim du ministre de l'Écologie, du Développement durable, des Transports et du Logement entre le 22 février et le 10 mai 2012, après la démission de Nathalie Kosciusko-Morizet pour se préparer en vue de la campagne présidentielle ; d'Édouard Philippe, assurant l'intérim du ministre de l'Intérieur, entre le 3 et le 16 octobre 2018, après la démission de Gérard Collomb pour préparer les municipales à Lyon,, ou d'Élisabeth Borne assurant l'intérim de Yaël Braun-Pivet comme ministre de l'Outre-mer après l'élection de celle-ci à la tête de l'Assemblée nationale. En pratique la durée varie de 9 jours (Borne) à deux mois et demi (Fillon).
À noter qu'il était fréquent jusque dans les années 1980 que le Premier ministre assure un bref intérim (glissement pratique de la suppléance vers l'intérim) d'un de ses ministres en déplacement. Ce fut le cas plusieurs dizaines de fois sous les primatures de Michel Debré, Georges Pompidou, Maurice Couve de Murville, Jacques Chaban-Delmas, Pierre Messmer, Pierre Mauroy et Jacques Chirac (notamment d'Édouard Balladur, ministre de l'économie et des finances en janvier 1988).
Seul l'intérim du ministre de l'intérieur par Édouard Philippe en octobre 2018 fit polémique par sa durée (13j), certains trouvant qu'un ministère régalien chargé de la sécurité exige un remplaçant immédiat,,, bien qu'il n'y eut pourtant aucune vacance. À cet égard, l'intérim du ministre de l'intérieur par le chef de gouvernement, autre que ponctuelle comme évoqué ci-dessus, est une première sous la Ve République mais était courant auparavant (par exemple, les présidents du Conseil Armand Fallières, entre janvier et février 1883, Jules Dufaure, entre février et mars 1876, Émile Loubet entre 1892 et 1893, jusqu'à Georges Clemenceau d'octobre 1906 à juillet 1909, etc.)
- Intérim du Premier ministre par un ministre :

Le 31 octobre 1992, Jack Lang, ministre d'État, ministre de l'Éducation nationale et de la Culture, chargé de l'intérim du Premier ministre Pierre Bérégovoy ; le 14 décembre 1989, Lionel Jospin, ministre d'État, ministre de l'Éducation nationale, de la Jeunesse et des Sports, chargé de l'intérim du Premier ministre Michel Rocard.

### Autres pays

#### Pratique de l'intérim du Premier ministre

##### Norvège
- du 23 au 30 mai 1923 : Christian Fredrik Michelet alors ministre des Affaires étrangères est chargé d'assurer l'intérim de Premier ministre à la suite du décès de Otto Bahr Halvorsen et ce jusqu'à la nomination d'Abraham Berge.
- du 29 février au 14 mars 1932 : Nils Trædal, ministre des Affaires religieuses et de l'Éducation est chargé de l'intérim du Premier ministre Peder Kolstad.